# Текић
Текић је насељено место у општини Јакшић, у западној Славонији, Република Хрватска.

## Историја
До нове територијалне организације налазило се у саставу бивше велике општине Славонска Пожега.

## Становништво
Насеље је према попису становништва из 2011. године имало 231 становника.
| Националност       | 1991.        |
| Хрвати             | 230 (87,78%) |
| Срби               | 15 (5,72%)   |
| Југословени        | 4 (1,52%)    |
| остали и непознато | 13 (4,96%)   |
| Укупно             | 262          |